# 大柴滋夫
大柴 滋夫（おおしば しげお、1917年（大正6年）11月11日 – 1998年（平成10年）11月12日）は、日本の政治家。衆議院議員（4期）、社会民主連合副代表。

## 来歴
山梨県北巨摩郡小淵沢村（現北杜市）生まれ。早稲田大学政治経済学部卒業。故郷の貧しい農村の状況を見て社会主義革命による変革を望み、1945年に日本社会党に入党。社会党が左右に分裂した際は左派社会党に所属した。以後党本部書記の地位に15年間あった他、中央執行委員・組織部長・総務部長などを歴任する。
1953年の第26回衆議院議員総選挙から旧東京2区（定数3）で立候補し、1960年の第29回衆議院議員総選挙で初当選。1963年の第30回衆議院議員総選挙では、自由民主党の菊池義郎、宇都宮徳馬を抑えトップ当選（大柴の当選により、割を食う形で社会党のベテラン加藤勘十が次点で落選した）。しかし旧東京2区の定数が5議席に増やされた1967年の第31回衆議院議員総選挙では、得票数が前回に比べて約2万7千票少なく、前回次点で落選した加藤の得票数も下回る4位で辛勝し、続く1969年の第32回衆議院議員総選挙では次点で落選した。
1972年の第33回衆議院議員総選挙では、得票数3位で当選し、3年ぶりに返り咲いた。1976年の第34回衆議院議員総選挙では、最下位の得票数5位で4選。翌1977年、江田三郎の死を契機に社会党を離党。社会市民連合に参加し、代表委員に就任。1978年、社会民主連合の結党により同党副代表に就任したが、1979年の第35回衆議院議員総選挙では落選し、政界を引退した。引退後は山梨学院大学で教鞭を執る。
1998年11月12日、腎不全のため東京都品川区の関東逓信病院で死去、81歳。死没日をもって正四位に叙される。

## 人物
- 社会党入党後は、のちに左派社会党委員長を務める鈴木茂三郎に師事し、その後は佐々木更三派に属した。反江田三郎派の急先鋒であったが、その後党内融和のため江田派との関係改善に努めたために佐々木との関係が悪化し、1968年に山本幸一、楢崎弥之助らと佐々木派を離脱して江田派に参加した。

## 栄典
- 1988年 - 勲二等旭日重光章[3]。
- 1998年 - 正四位